# Perebea angustifolia
Perebea angustifolia är en mullbärsväxtart som först beskrevs av Eduard Friedrich Poeppig och Endl., och fick sitt nu gällande namn av C. C. Berg. Perebea angustifolia ingår i släktet Perebea och familjen mullbärsväxter. Inga underarter finns listade i Catalogue of Life.